# Mülkülü
Mülkülü è un comune dell'Azerbaigian situato nel distretto di Tovuz. Conta una popolazione di 987 abitanti.